# کالینکا

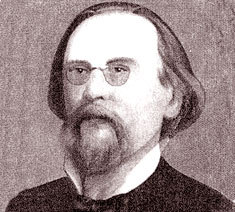
کالینکا

کالینکا (به روسی: Калинка) از مشهورترین آهنگ‌های روسی است. این آهنگ در سال ۱۸۶۰ توسط ایوان پتروویچ لاریونوف تنظیم شد و برای اولین بار در شهر ساراتوف روسیه اجرا شد.